# ジョン・アーノルド

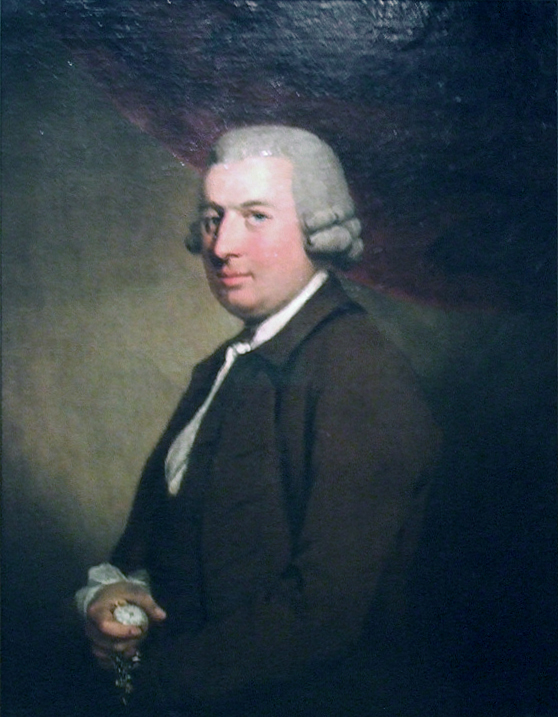
ジョン・アーノルド

ジョン・アーノルド（John Arnold 、1736年 - 1799年8月11日）はイギリスの時計師である。コーンウォールのボドミンの出身とされる。
アブラアム＝ルイ・ブレゲと親交があった。ブレゲがアーノルドの技術を讃える目的で、アーノルド製の懐中時計にブレゲ考案のトゥールビヨン機構を加えた時計が残っており、「アーノルド・ウォッチ」と呼ばれている。息子のジョン・ロジャー・アーノルド（1769年-1843年）はブレゲのもとで学んだ後、父と共に「アーノルド&サン（Arnold & Son）」を設立した。
「アーノルド&サン」はアーノルド親子の死後は他社への合併を経て消滅したが、1995年にスイスのラ・ショー＝ド＝フォンで復活した。現在は複雑機能を搭載した腕時計を製造している。

## 略歴
- 1770年 - 第一号クロノメーターを製作した[4]。
- 1771年 - 第二号クロノメーターの製作を始めた[5]。
- 1772年 - 第二号クロノメーターを完成し、60ギニーにて売却した[5]。
- 1773年頃 - これ以降多数のクロノメーターを製作した。当初はホゾ式[6]。
- 1775年 - クロノメーターのデテント式脱進機に提灯ヒゲを応用する重要な発明をした[7]。
- 1780年 - スプリング・デテント式脱進機を発明した[6]。
- 1782年 - テンプをバイメタル式に改良し特許を取得した[8]。

## トーマス・アーンショウとの争い
ピエール・ル・ロワが発明したデテント式脱進機のホゾ（Pivot ）をバネ（Spring ）に置換したスプリング・デテント式脱進機を発明したが、トーマス・アーンショウとの間でどちらが先に発明したかで論争となり、これは今もって解決していない。
脱進機の比較では、アーノルド式とアーンショウ式でガンギ車の回転方向が逆である以外全く相違点はない。
時計全体を比較した場合、理論上はアーノルド製の方が有利であるはずだが、実際の製品はアーンショウ製の方が正確だったという。どちらが先にせよ近代クロノメーターの完成に貢献したことは間違いない。